# 斯特方德·约翰逊
斯特方德·奥谢·约翰逊（英語：Steffond O'Shea Johnson，1962年11月4日—），美国NBA联盟前职业篮球运动员。他在1986年的NBA选秀中第5轮第7顺位被洛杉矶快船选中。